# Yoshinobu Ikeda
Pour les articles homonymes, voir Ikeda.
Yoshinobu Ikeda (池田義信, Ikeda Yoshinobu), né le 10 mars 1892 à Nagano et mort le 1er septembre 1973,  est un réalisateur et scénariste japonais.

## Biographie
Yoshinobu Ikeda travaille à la poste de Nagano avant de s'établir à Tokyo en 1920 où il pratique le théâtre. Il entre au studio Kamata de la Shōchiku en 1921 et débute comme réalisateur la même année avec Nasanu naka. Il réalise cent-dix films et écrit près de trente scénarios entre 1921 et 1936.

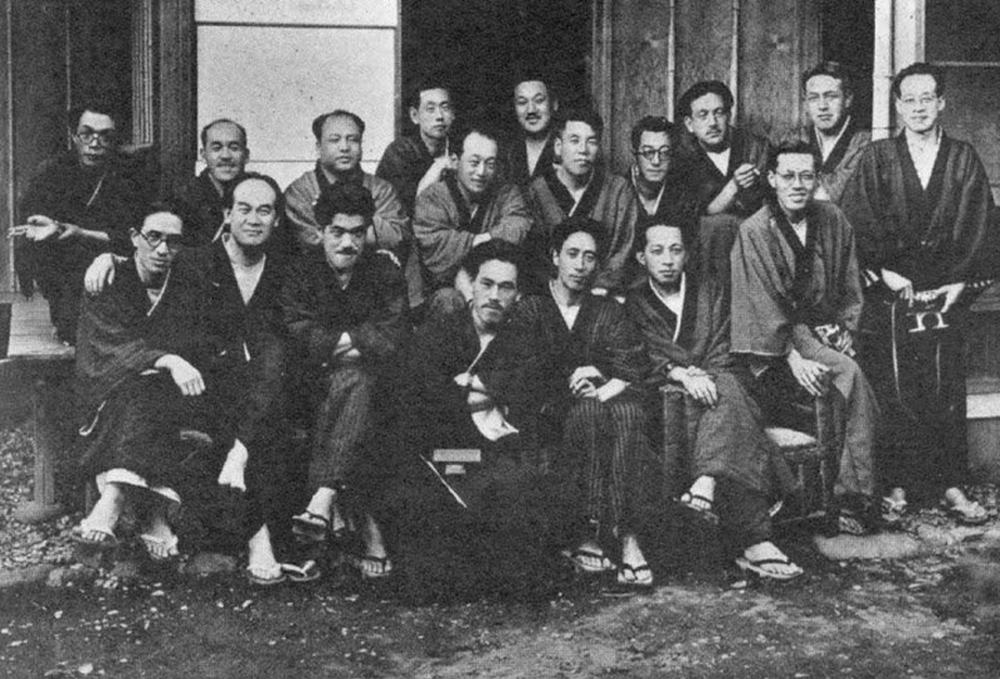
Fondation de la Directors Guild of Japan en 1936, Yoshinobu Ikeda est le 2e au 1er rang en partant de la gauche.

Yoshinobu Ikeda abandonne la réalisation en 1936 pour se consacrer à la production de films. Après la Seconde Guerre mondiale, il exerce les fonctions de secrétaire général de la Motion Picture Producers Association of Japan (ja) et de vice-président d'Eirin.

### Vie privée
Yoshinobu Ikeda s'est marié à l'actrice Sumiko Kurishima qui est l'interprète principal de la majorité de ses films. Leur mariage a été caché au public sur les recommandations de la Shōchiku afin d'entretenir l'illusion de romance entre l'actrice et son partenaire à l'écran au début des années 1920, l'acteur Yūkichi Iwata (ja).

## Filmographie
Sauf indication contraire, la filmographie de Yoshinobu Ikeda est établie à partir de la base de données JMDb.

### Réalisateur

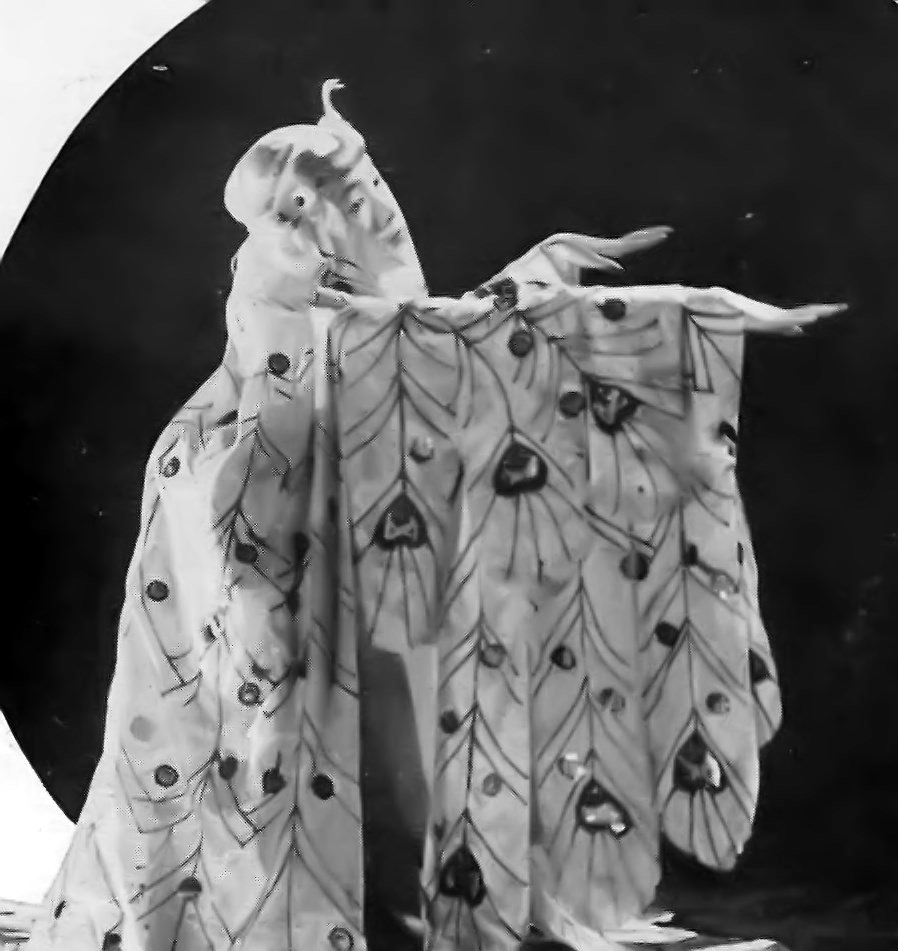
Sumiko Kurishima dans Nageki no kujaku (1924).

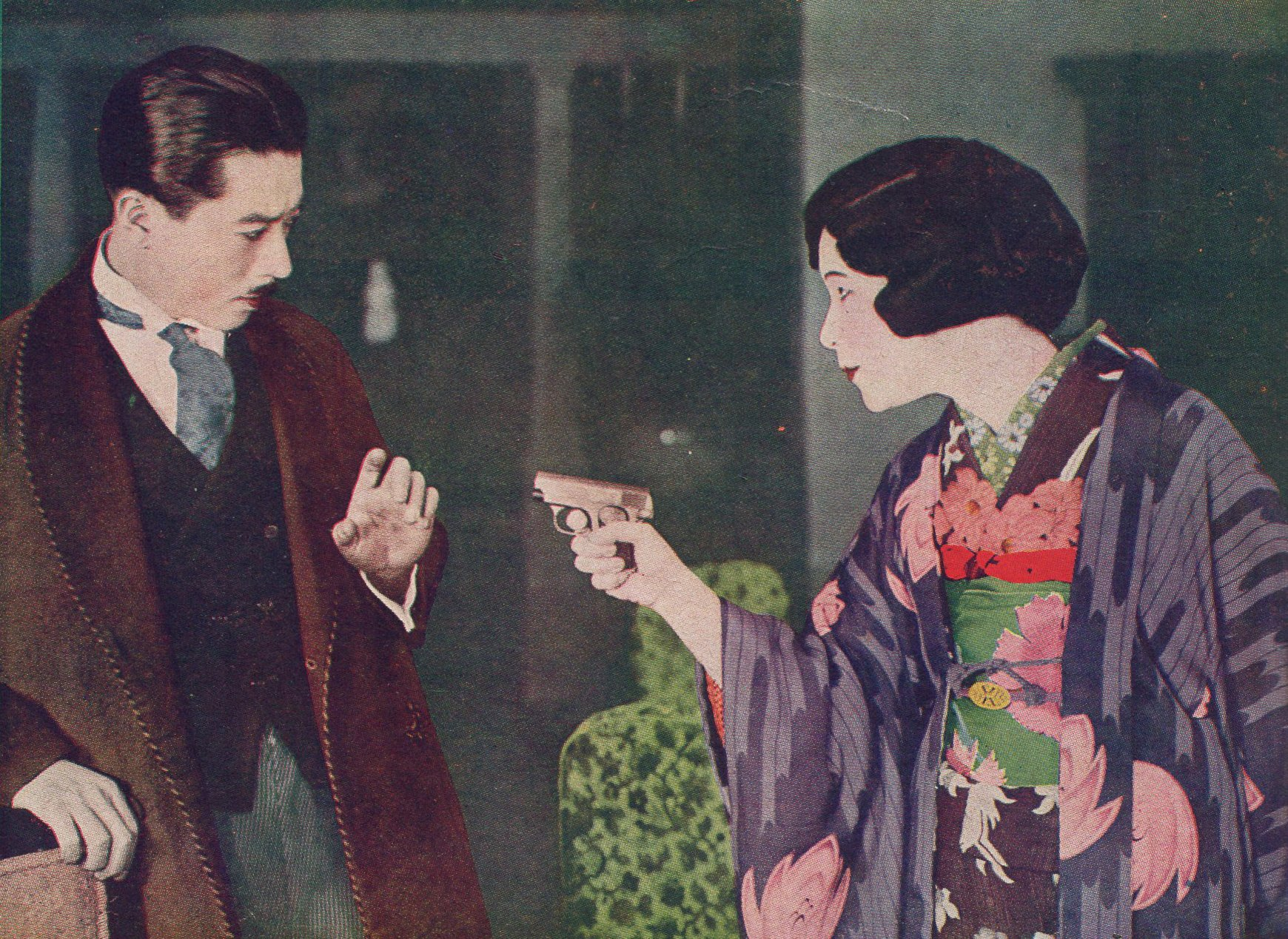
Shimada Kashichi et Sumiko Kurishima dans Cinq intrigantes V (1926).

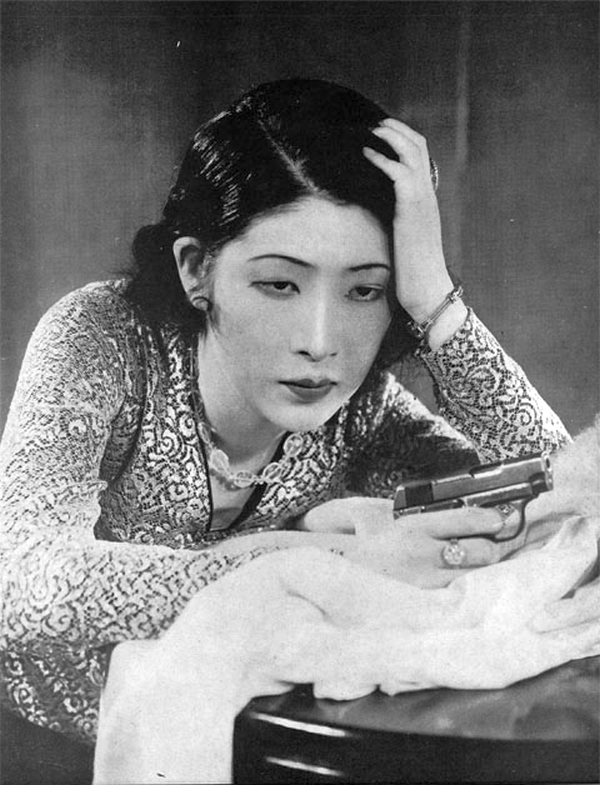
Sumiko Kurishima dans Sōshiju (1932).

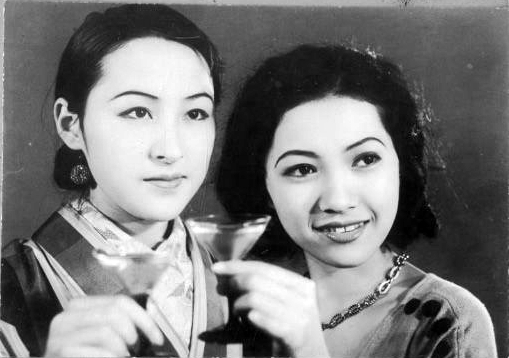
Yumeko Aizome et Sumiko Mizukubo dans Koi no shōhai (1933).

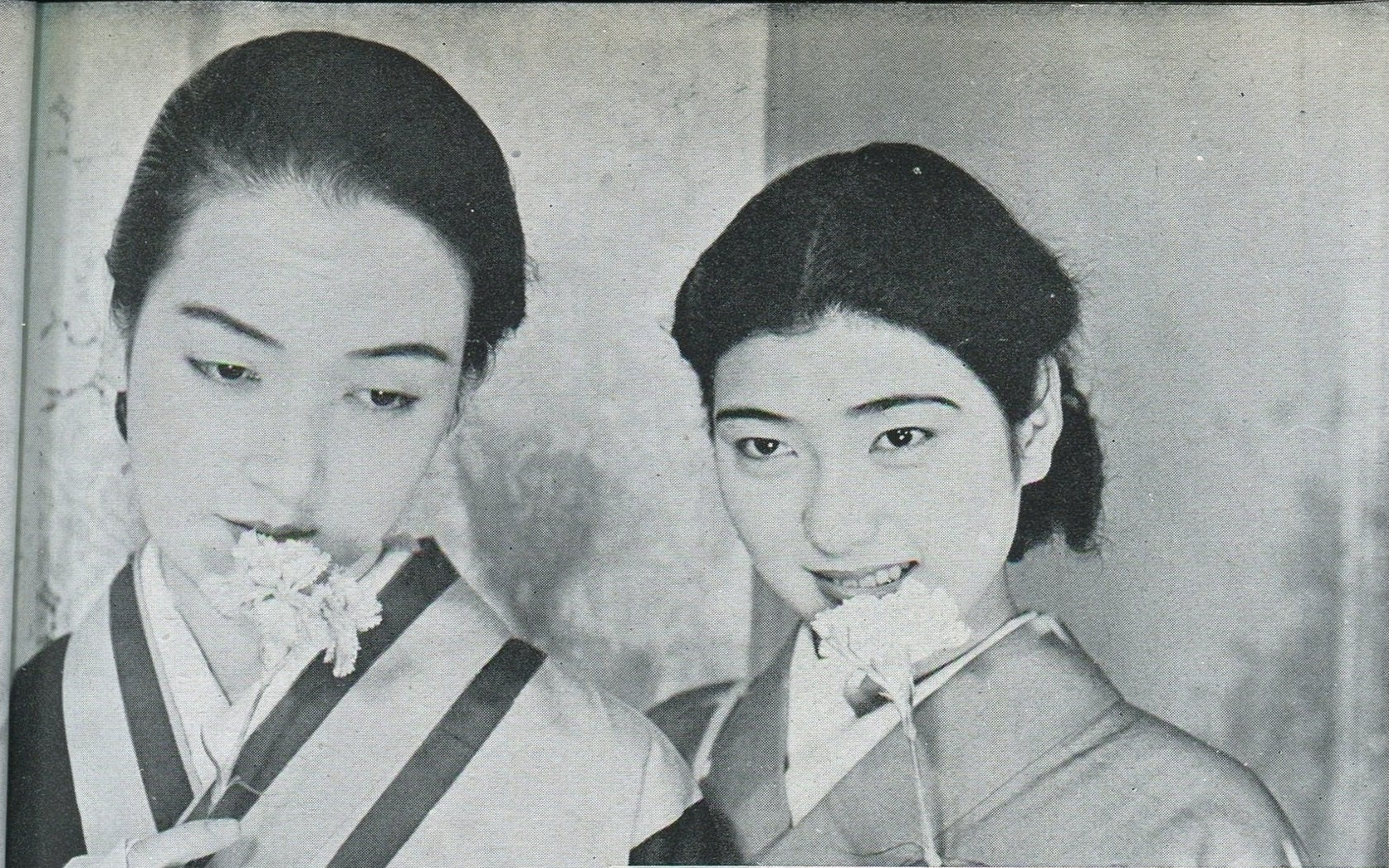
Hiroko Kawasaki et Sanae Takasugi dans Haru yo kokoro araba (1935).

La mention « +scénariste » indique que Yoshinobu Ikeda est aussi auteur du scénario.

#### Années 1920
- 1921 : Nasanu naka (生さぬ仲?)
- 1921 : Shakkō (赤光?)
- 1921 : Ichitarō yaai (一太郎やあい?)
- 1921 : Kure yuku ekiji (暮れ行く駅路?) +scénariste
- 1921 : Kimigayo (君が代?)
- 1921 : Kyokukō nami o terasu (旭光照波?)
- 1922 : Katahane dori (片羽鳥?)
- 1922 : Yurusanu koi (許さぬ恋?)
- 1922 : Hototogisu (不如帰?)
- 1922 : Chikyōdai (乳姉妹?)
- 1922 : Chizōme no gūnki (血染の軍旗?)
- 1922 : Haha no kokoro (母の心?)
- 1922 : Gion yawa (祇園夜話?) +scénariste
- 1922 : Sōfuren (想夫憐?) +scénariste
- 1922 : Hikareyuku hi (曳かれ行く日?) +scénariste
- 1922 : Yōjo no mai (妖女の舞?) +scénariste
- 1922 : Kaikon (悔恨?) +scénariste
- 1922 : Kokawa-dera (粉河寺?)
- 1922 : Zankō (残光?) +scénariste
- 1922 : Kessakushūsui konjiki yasha (傑作集粋「金色夜叉」（明治文壇海岸の悲劇）?)
- 1923 : My Friend (マイフレンド, Mai furendo?)
- 1923 : Sendō kouta (船頭小唄?)
- 1923 : Shiniyuku tsuma (死に行く妻?) coréalisé avec Hōtei Nomura[5]
- 1923 : Futatsu no michi (二つの道?)
- 1923 : Gendai no josei (現代の女性?)
- 1923 : Yami o yuku (闇を行く?)
- 1923 : Les Misérables II (噫無情 第二篇 市長の巻, Ā mujō - Dainihen: Shichō no maki?)[6]
- 1923 : Yuki no yawa (雪の夜話?) +scénariste
- 1923 : Minuit dans une grande ville I (大東京の丑満時 第一篇 悲劇の巻, Dai Tōkyō no ushimitsudoki - Daiippen: Higeki no maki?)[7]
- 1923 : Mizumo no hana (水藻の花?)
- 1923 : Kosome to Kin'ya (小染と欣也?) +scénariste
- 1923 : Oyako no tabiji (親娘の旅路?)
- 1923 : Noroware no hi (呪はれの日?)
- 1923 : Kiri no kōji (霧の小路?)
- 1923 : Honō no yukue (焔の行方?)
- 1923 : Kururū mine (暮るゝ嶺?)
- 1923 : Yūhō shū (幽芳集?) coréalisé avec Hōtei Nomura
- 1924 : Kanojo no unmei (彼女の運命?) coréalisé avec Hōtei Nomura
- 1924 : Eien no haha (永遠の母?)
- 1924 : Sweet Home (スヰート・ホーム, Suwīto hōmu?) +scénariste
- 1924 : Hatachi no koro (はたちの頃?) +scénariste
- 1924 : Kanji no yoi eiga shū 'Nagisa' (感じの好い映画集 《渚》?) +scénariste
- 1924 : Kanji no yoi eiga shū 'Bōshi' (感じの好い映画集 《帽子》?) +scénariste
- 1924 : Isai mendan (委細面談?) +scénariste
- 1924 : Uso (嘘?) coréalisé avec Hōtei Nomura
- 1924 : Yoru no hitomaku (夜の一幕?) +scénariste
- 1924 : Sabakare no hi (裁かれの日?) +scénariste
- 1924 : Hitowakaki koro (人若き頃?)
- 1924 : Haha narebakoso (母なればこそ?) +scénariste
- 1924 : Kouta-shū - Dainihen: Sutoton (小唄集 第二篇 ストトン?) +scénariste
- 1924 : Nageki no kujaku (嘆きの孔雀?)
- 1924 : Hototogisu namiko (不如婦浪子?)
- 1925 : Koi no hikyoku (恋の悲曲?) +scénariste
- 1925 : Aru onna no hanashi (或る女の話?)
- 1925 : Otoko mirubekarazu (男見るべからず?)
- 1925 : Umi no yūwaku (海の誘惑?)
- 1925 : Hakushaku reijō (伯爵令嬢?)
- 1925 : Kanashiki koi no gen'ei (悲しき恋の幻影?)
- 1925 : Koizuma (恋妻?)
- 1925 : Sabishiki michi (寂しき路?)
- 1925 : Goiken gomuyō (御意見御無用?)
- 1926 : Kowareta ningyō (毀れた人形?)
- 1926 : Sayoko (小夜子?)
- 1926 : Ie (家?) +scénariste
- 1926 : Shi no komoriuta (死の小守歌?)
- 1926 : Aki no uta (秋の歌?)
- 1926 : Josei no tawamure (女性の戯れ?)
- 1926 : Utsukushiki inori (美しき祈り?)
- 1926 : Oroka naru haha (愚かなる母?)
- 1926 : Cinq intrigantes V (妖婦五人女 第五篇 令嬢おすみ, Yōfu gonin onna - daigohen: Reijō Osumi?)[8]
- 1926 : Ara！ Nonki dane (あら！呑気だね?)[9]
- 1926 : Umoretaru seishun (埋れたる青春?)
- 1927 : Koi no wakaremichi (恋の別れ路?)
- 1927 : Hisako no hanashi (緋紗子の話?)
- 1927 : Shinju fujin (真珠夫人?)
- 1927 : Kindai nyōbō kaizō (近代女房改造?)
- 1927 : Tama o nageutsu (玉を抛つ?)
- 1927 : Oyagokoro kogokoro (親心子心?)
- 1928 : Seishun no komichi (青春の小径?)
- 1928 : Onna no isshō (女の一生?)
- 1928 : Fūfu (夫婦?)
- 1928 : Ai no yukusue (愛の行末?)
- 1929 : Aijin: Tokieda no maki (愛人 時枝の巻?)
- 1929 : Tasogare no yuwaku (黄昏の誘惑?)
- 1929 : Ukiyo kōji (浮世小路?)
- 1929 : Kibō (希望?)
- 1929 : Meibō ka (明眸禍?)

#### Années 1930
- 1930 : Seishun fu (青春譜?)
- 1930 : Kanojo wa dokoe iku (女は何処へ行く?)[10]
- 1930 : Onnagokoro o midasumaji (女心を乱すまじ?)[11]
- 1931 : Kangeki no haru (感激の春?)
- 1931 : Machi no runpen (街のルンペン?)[12]
- 1931 : Shimai (姉妹・前後篇?)
- 1931 : Ōmoīde oki onna (思ひ出多き女?)
- 1932 : Depāto no himegimi (デパートの姫君?)
- 1932 : Sōshiju (相思樹?)
- 1932 : Jōnin (情人?)
- 1932 : Sei naru nyūbō (聖なる乳房?)
- 1932 : Tsubakihime (椿姫?)[13]
- 1933 : Kujakubune (孔雀船?)
- 1933 : Koi no shōhai (恋の勝敗?)
- 1933 : Iro wa nioedō (いろはにほへど?)
- 1933 : Nyonin airaku (女人哀楽?)
- 1934 : Kanraku no yo wa fukete (歓楽の夜は更けて?)
- 1934 : Nihon josei no uta (日本女性の歌?)
- 1934 : Yume no sasayaki (夢のさゝやき?)
- 1935 : Haha no ai (母の愛 愛児編・苦闘編?)
- 1935 : Futarishizuka (二人静?)
- 1935 : Haru yo kokoro araba (春よ心あらば?)
- 1935 : Uwasa no onna (噂の女?)
- 1935 : Eikyū no ai: Zenpen (永久の愛 前篇?)
- 1935 : Eikyū no ai: Kōhen (永久の愛 後篇?)
- 1936 : Kekkon no jōken (結婚の条件?)
- 1936 : Waga haha no sho (わが母の書?)

### Scénariste
- 1921 : Oya naki musume (親なき娘?) de Kaneyuki Tanaka (ja)
- 1921 : Yūkan uri (futari no yūkan uri) (夕刊売（二人夕刊売）?) de Hōtei Nomura
- 1921 : Kyōshū (郷愁?) de Zanmu Kako (ja)
- 1921 : Reimei no sora (黎明の空?) de Zanmu Kako (ja)
- 1921 : Kyoei no hate (虚栄の果?) de Zanmu Kako (ja)
- 1921 : Araki Mataemon (荒木又右衛門?) de Kaname Mori
- 1921 : Fukeyuku yoru (更け行く夜?) de Zanmu Kako (ja)